# Pedro Nolasco Aurioles

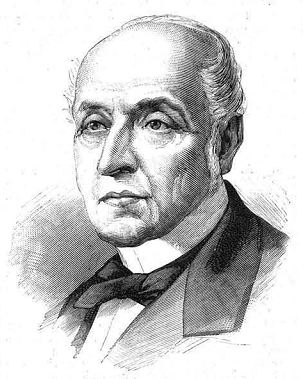
Retrato de Pedro Nolasco.

Pedro Nolasco Aurioles Aguado (Ronda, 30 de noviembre de 1818-Madrid, 1884) fue un abogado y político español, ministro de Gracia y Justicia durante los reinados  de Isabel II y  Alfonso XII.

## Biografía
Tras estudiar Derecho en la Universidad de Sevilla ejerció como abogado en su ciudad natal hasta que en 1844 se traslada a Madrid, donde inició su carrera política como diputado por Málaga en las elecciones de 1850; escaño que volvería a obtener en distintos procesos electorales hasta 1879. También fue senador por la circunscripción electoral de Málaga en 1871 y 1872.
Fue ministro de Gracia y Justicia entre el 9 de febrero y el 2 de marzo de 1863 en un gobierno que presidió O'Donnell; y entre el 7 de marzo y el 9 de diciembre de 1879 bajo la presidencia de Martínez Campos.